# Jay Grdina
John G « Jay » Grdina (né en 1967) est un entrepreneur et un acteur, réalisateur et producteur de films pornographiques qui travaille habituellement avec son ex-femme Jenna Jameson. On le retrouve souvent sous le pseudonyme Justin Sterling.
Grdina est né dans l'Ohio et descend d'une famille ayant fait fortune dans l'élevage de bétail. Il a suivi à l'université de San Diego des cours de commerce et psychologie. Après l'école, il mena diverses activités et travailla dans diverses entreprises jusqu'en 1992, année où il fit ses premières incursions dans la pornographie, dans les films X réalisés par Michael Ninn. Entre 1995 et 1999, il écrivit et réalisa plusieurs films pornographiques dans le style de ceux de Ninn, souvent sous le nom Michael Santangelo,.
Grdina rencontra Jenna Jameson, une pornstar de renom, en 1998 ; ils se sont mariés selon la tradition catholique romaine le 22 juin 2003. Le couple résida à Scottsdale dans l'Arizona dans un palace de style colonial espagnol de plus de 600 mètres carrés, acheté deux millions de dollars en 2002.
En 2000, Grdina et Jameson fondent le Club Jenna, d'abord comme une société de pornographie sur Internet puis qui se développa en société généraliste dans le divertissement pornographique dont les profits sont évalués à 30 millions de dollars par an. Club Jenna était dirigée comme une entreprise familiale avec la sœur de Grdina, Kris, occupant le poste de vice-présidente chargée du merchandising,. Le 22 juin 2006, Playboy annonça l'acquisition de Club Jenna.
Il produisit, réalisa et écrivit des best seller et des films multi-récompensés comme Briana Loves Jenna, The Masseuse, I Dream of Jenna et Krystal Method. Il joua aussi dans beaucoup de ces films, en tant que seul homme avec lequel Jameson était d'accord pour avoir des relations sexuelles à l'écran. Il gagna en 2005 l'AVN award de meilleur acteur pour son rôle dans The Masseuse, sous le nom Justin Sterling.
En 2004, il a été désigné par le magazine Details comme un des dix Américains de moins de 37 ans ayant le plus de succès,.
Il a fait partie du jury de l'émission de téléréalité Jenna's American Sex Star lors de la saison 2. Cette émission diffusée sur Playboy TV propose à des apprenties stars porno de s'affronter lors de performances sexuelles pour décrocher un contrat avec Club Jenna.
En août 2006, Star Magazine et TMZ.com ont eu la confirmation par le manager de Jenna Jameson qu'elle et Grdina s'étaient séparés,. Le divorce eut lieu le 12 décembre 2006.